# Hammam Debagh
Hammam Debagh est une commune de la wilaya de Guelma en Algérie.

## Géographie
La commune est située à 20 kilomètres à l'ouest de Guelma. Elle abrite la station thermale de Hammam Meskhoutine.